# (2612) Kathryn
(2612) Kathryn est un astéroïde de la ceinture principale.

## Description
(2612) Kathryn est un astéroïde de la ceinture principale. Il fut découvert le 28 février 1979 à la station Anderson Mesa par Norman G. Thomas. Il présente une orbite caractérisée par un demi-grand axe de 2,90 UA, une excentricité de 0,16 et une inclinaison de 20,2° par rapport à l'écliptique.

## Compléments